# Tvis
Tvis is een plaats in de Deense regio Midden-Jutland, gemeente Holstebro, en telt 1109 inwoners (2007).
- Library of Congress Control Number: n87904938
- Nationale Bibliotheek van Israël: 987007562408205171
- Virtual International Authority File: 157202498